# Ruta D001
La Ruta Departamental 001  "Comandante Martín Urbieta", abreviado D001 (también conocida como Ruta del Apa o Ruta de Bella Vista Norte) es una carretera de Paraguay que une Bella Vista Norte (Ruta PY08) con Puerto Itacuá ubicado a orillas del río Paraguay, cerca de la (Ruta PY22). Su extensión es de 194 kilómetros, y pasa por los departamentos de Amambay y Concepción.

## Origen del nombre
La ruta recibe su nombre en homenaje al comandante Martín Urbieta, un destacado militar paraguayo durante la guerra de la Triple Alianza, que se destacó en la Campaña del Mato Grosso, donde gracias a su estrategia de guerra de guerrillas, guerra psicológica, tácticas de asedio, hostigamiento, emboscadas y tierra quemada, logró vencer y hacer huir al ejército brasileño de aquella zona, que era superior en número y tecnología en la conocida como Retirada de Laguna, siendo este el único frente de la batalla que ganó el ejército paraguayo en el conflicto.

## Localidades
Las localidades más importantes por donde pasa esta ruta son:
| Kilómetro | Localidad                                          | Departamento | Empalme |
| --------- | -------------------------------------------------- | ------------ | ------- |
| 0         | Bella Vista Norte (frontera con BRA)               | Amambay      | PY08    |
| 33        | San Isidro                                         | Amambay      |         |
| 70        | Sargento José Félix López (Desvío a Arroyito)      | Concepción   |         |
| 87        | Parque Nacional Paso Bravo                         | Concepción   |         |
| 116       | San Carlos del Apa                                 | Concepción   |         |
| 132       | Cruce Mayor Blas Montiel (Desvío a Saltos del Apa) | Concepción   |         |
| 161       | Empalme con la ruta PY22 (Retiro Alegre)           | Concepción   | PY22    |
| 194       | Puerto Itacuá (Ex Puerto Fonciere)                 | Concepción   |         |

## Largo
| Departamento | km  |  |  |
|              |     |  |  |
| Amambay      | 39  |  |  |
| Concepción   | 155 |  |  |
| Total        | 194 |  |  |